# 431 v. Chr.

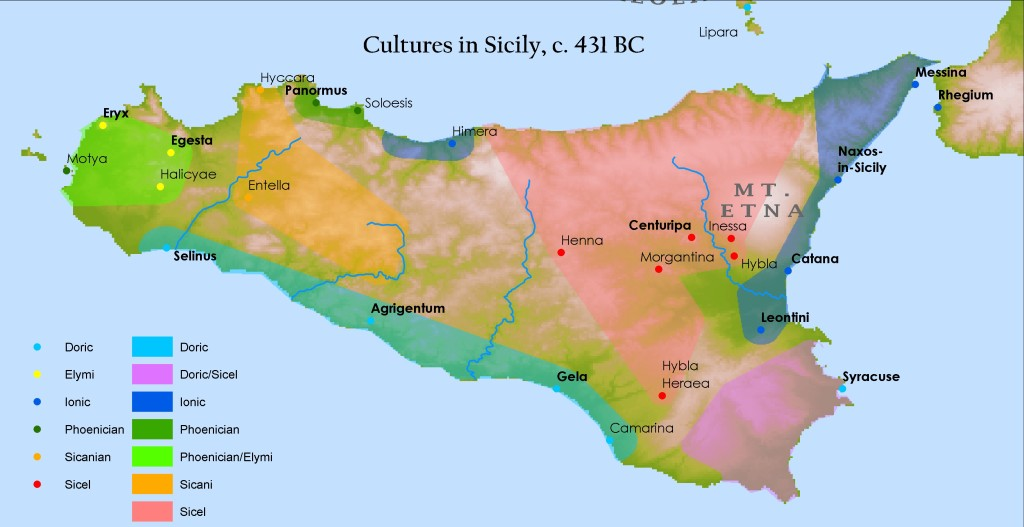
Kulturen auf Sizilien 431 v. Chr.

Portal Geschichte | Portal Biografien | Aktuelle Ereignisse | Jahreskalender | Tagesartikel

◄ |
6. Jahrhundert v. Chr. |
5. Jahrhundert v. Chr. |
4. Jahrhundert v. Chr. |
►

◄ | 450er v. Chr. | 440er v. Chr. | 430er v. Chr. | 420er v. Chr. |
410er v. Chr. |
►

◄◄ | ◄ | 434 v. Chr. | 433 v. Chr. | 432 v. Chr. | 431 v. Chr. |
430 v. Chr. |
429 v. Chr. |
428 v. Chr. |
► |
►►

## Ereignisse

### Politik und Weltgeschehen

#### Griechenland
- Der Peloponnesische Krieg zwischen dem Attischen Seebund unter der Führung von Athen und dem Peloponnesischen Bund unter der Führung Spartas beginnt.
- April: Thebens Überfall auf Plataiai, den einzigen Verbündeten Athens in Böotien, scheitert. 180 gefangene Thebaner werden trotz des Einspruchs Athens von der Bevölkerung Plataiais getötet.
- 20. Juni: 60.000 Hopliten aus dem Peloponnes und Böotien marschieren nach Attika. Die Spartaner unter ihrem König Archidamos II. verwüsten die ländliche Umgebung von Athen. Die Athener unter Perikles leisten keinen ernsthaften Widerstand, sondern ziehen die Landbevölkerung hinter die Stadtmauern Athens zurück. Beginn eines Abnutzungskrieges: bis 425 v. Chr. (mit Ausnahme von 429 v. Chr. und 426 v. Chr.) werden die Spartaner regelmäßig im Sommerhalbjahr nach Attika einfallen und die Ernte vernichten. Das belagerte Athen wird unterdessen von seiner Flotte mit Lebensmitteln versorgt (431 bis 428 v. Chr.).
- Perikles setzt auf den Seekrieg. So werden auf Ägina beispielsweise die Einheimischen vertrieben und von Kolonisten Athens (Kleruchen) ersetzt.
- Athen geht ein Bündnis mit dem neu inthronisierten König Sitalkes von Thrakien (431–424 v. Chr.) ein.
- Der einflussreiche athenische Proxenos Nymphodoros handelt ein Abkommen zwischen Athen und dem makedonischen König Perdikkas II. aus, wonach letzterem Therme zugesprochen wird. Die Athener versprechen ferner, ihre Unterstützung für Philippos, den Bruder des Perdikkas, einzustellen, und die Thraker wollen bei seiner Festnahme behilflich sein. Als Gegenleistung marschiert Perdikkas gegen die Bewohner der Chalkidike, die er ursprünglich zur Revolte gegen Athen angestachelt hat.
- Die athenische Flotte verheert die Elis, erobert Kefalonia und gewinnt dadurch die Kontrolle über den Ausgang des Golfs von Korinth. Die Küsten des Peloponnes werden ebenfalls heimgesucht, um die Verbindungen nach Großgriechenland zu unterbinden.
- In Sparta tritt Brasidas das Ephorenamt an, das er bis 430 v. Chr. ausübt.
- In Athen übernimmt der politisch gegen Perikles auftretende Hagnon das Strategenamt, das er bis 428 v. Chr. behält.

#### Italien
- Die Römer besiegen am 18. Juni (traditionelles Datum, womöglich aber auch erst um 430 v. Chr.) unter ihrem Diktator Aulus Postumius Tubertus in der Schlacht am Berg Algidus die Aequer und die Volsker.
- 14. November: In Rom beginnt das Consulat des Titus Quinctius Pennus Cincinnatus und des Gaius Iulius Mento.

#### Schwarzmeergebiet
- Im Bosporanischen Reich folgen auf den verstorbenen Spartokos I. sein Sohn Satyros I. (431–387 v. Chr.) und Seleukos I.

#### Afrika

##### Reich von Kusch
- In Meroe stirbt König Talachamani. Beginn der Regierungszeit seines 41-jährigen Neffen König Arikamaninote, der bis 405 v. Chr. inthroniert bleiben wird.[1]

#### Asien

##### China
- In Chu Regierungsbeginn von König Jian (431–408 v. Chr.). Der Staat Ju wird von Chu annektiert.
- Im Staat Wey tritt Herzog Zhao (431–426 v. Chr.) die Herrschaft an.

### Wissenschaft und Technik
- Wie von Thukydides berichtet findet am 3. August eine Sonnenfinsternis statt. Dieses Ereignis markiert als erstes absolutes historisches Datum in der griechischen Geschichte den Beginn des Peloponnesischen Krieges.
- Der griechische Philosoph Empedokles unterscheidet erstmals die Vier Elemente, aus denen sämtliche Stoffe zusammengesetzt sind – Erde, Feuer, Wasser und Luft. Er erklärt ferner die Entwicklung des Universums durch Anziehungs- und Abstossungskräfte.

### Kultur und Religion

#### Bauwerke

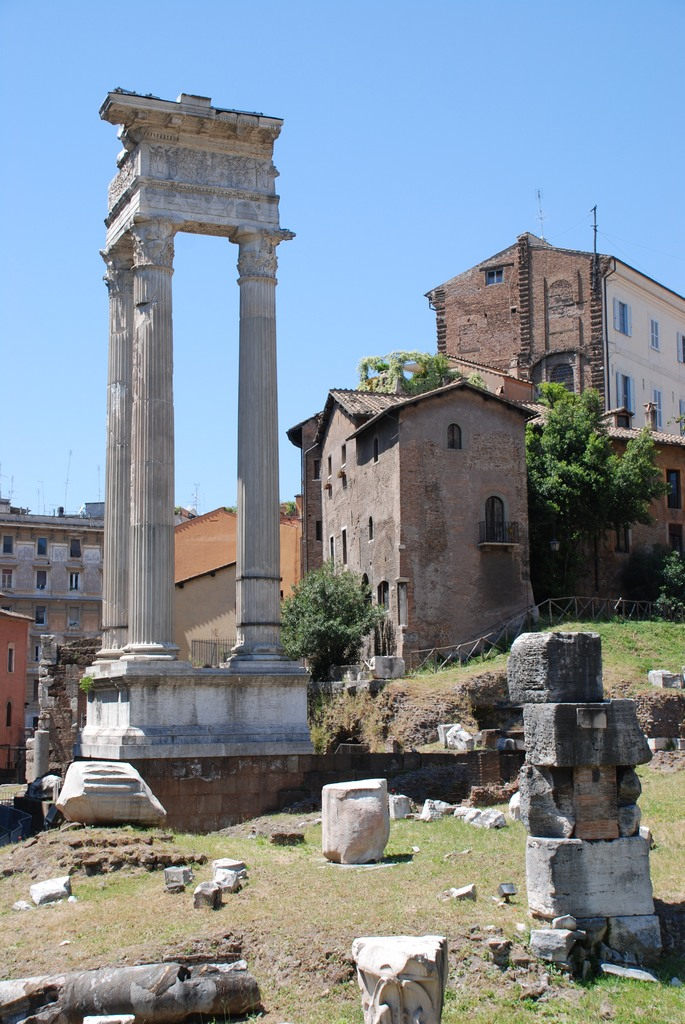
Überreste des Tempels des Apollo Sosianus auf dem Marsfeld in Rom

- Auf der Akropolis in Athen kommen wegen des Kriegsausbruches die Bauarbeiten an den Propyläen zum Stillstand.
- Auf dem Marsfeld in Rom wird der Tempel des Apollo Sosianus vom Consul Gaius Iulius Mento eingeweiht.